# الاگنی
الاگنی (به فرانسوی: Allogny) یک کمون در فرانسه است که در Canton of Saint-Martin-d'Auxigny واقع شده‌است.

## خصوصیات
الاگنی ۴۹٫۵۳ کیلومترمربع مساحت و ۹۹۷ نفر جمعیت دارد و ۱۲۸ متر بالاتر از سطح دریا واقع شده‌است.